# ニトリルゴム
ニトリルゴム (nitrile rubber) は主要な合成ゴムの1つであり、アクリロニトリルと 1,3-ブタジエンとの共重合体である。NBRとも呼ばれる。
耐油性、耐摩耗性、引き裂き強度に比較的優れるが、耐オゾン性や耐寒性が他のゴムより劣る。Oリングやガスケット等のシール材、また使い捨て手袋の材料として良く用いられる。
アクリロニトリルの含有量により、低ニトリルタイプ(アクリロニトリル含有量25質量%未満)、中ニトリルタイプ(同25質量%以上35質量%以下、高ニトリルタイプ(同35質量%超)の3種に分別される。アクリロニトリル含有量によって、様々な特性が変化する。特性を向上させるために、メタクリル酸を共重合したカルボキシル変性ニトリルゴム(XNBR)や、ブタジエンの一部をイソプレンに置き換えたNBIRもある。
ブタジエン部分の二重結合に水素を付加させ、諸特性、特に耐オゾン性を向上させた水素添加ニトリルゴム(HNBR)もあるが、NBRと比較するとかなり高価である。
天然ゴムではないのでラテックスアレルギーの原因にはならないが、成形時に添加される薬品による遅発性アレルギー反応を起こすことがある。